# Sankt Hans kyrka, Lund (medeltiden)
Ej att förväxla med 1900-talskyrkan Sankt Hans kyrka på Norra Fäladen i Lund.
Sankt Hans var en kyrka i Lund, troligen före mitten av 1200-talet.. Den var helgad åt Johannes Döparen, som kallas Sankt Hans på danska.
Sankt Hans kyrka har ännu inte hittats. Däremot har det hittats gravar på flera ställen i samband med arkeologiska undersökningar 1934 och 1973. De äldsta gravarna har daterats till 1100-talet. Kyrkan låg i Vårfru rote i sydöstra delen av Lunds stadskärna, troligen nära stadsvallen, där idag korsningen Södra Esplanaden/Råbygatan ligger. Den låg söder om den medeltida utfarten Östertull för vägen mot Stora Råby och Dalby. Trots att kyrkan låg innanför Lunds stadsvallar, var den sockenkyrka för Lilla Råby, som låg strax utanför den sydöstra stadsvallen.
Kyrkan nämns i skriftliga källor första gången 1304 som Sankt Johannes. 
Eftersom det inte har hittats några delar av kyrkan, så går det inte säga hur den såg ut, men troligen var den byggd som en romansk kyrka med eller utan absid och torn.
På Norra Fäladen i Lund invigdes 1971 en nybyggd kyrka med samma namn: Sankt Hans kyrka.